# Mister Apuestas
Mister Apuestas fue la marca en España de la casa de apuestas de origen británico Victor Chandler. Nació como marca en abril de 2010, como lanzamiento de cara a la Copa Mundial de Fútbol de Sudáfrica.
Estaba especializada en apuestas deportivas: carreras de caballos, fútbol, baloncesto, tenis, Fórmula 1 y motociclismo; aunque también contaba con sección de póker y otros juegos. Victor Chandler es una de las casas de apuestas líderes en el mercado británico.

## Historia de Mister Apuestas/Victor Chandler
Mister Apuestas se lanzó en España en abril de 2010 como marca diferenciada, con el Mundial de fútbol de Sudáfrica en el punto de mira estratégico. Hasta ese momento, Victor Chandler operaba ya en España con una versión traducida al español de su portal web. En 2011 la compañía cambió su nombre en España por el de Betvictor. Pocos meses después dejó de operar en ese país al albur de la nueva regulación de la ley del juego de 2012.
Victor Chandler fue fundada en 1946 por Victor Chandler, padre del actual presidente, tras años de experiencia en el mundo de las apuestas en el Walthamstow Greyhound Stadium de Londres junto a su progenitor, William. En 1974, Victor padre murió y el negocio pasó a su hijo, también llamado Victor. Desde 1975, la empresa emprendió una rápida expansión. A principios de los 90 empezó a aceptar apuestas del Extremo Oriente. En 1996 obtuvo una licencia para operar desde Gibraltar y en 1999 movió toda la estructura de la empresa a la colonia británica. Actualmente tiene oficinas también en Macao y Kuala Lumpur. Asegura que tiene más de medio millón de clientes en más de 160 países.